# Asellus birsteini
Asellus (Arctasellus) birsteini là một loài chân đều trong họ Asellidae. Loài này được Levanidov miêu tả khoa học năm 1976.